# Cristea Dumitru

## General locotenent (r) prof.univ.dr. DUMITRU CRISTEA
Născut la 15 martie 1951, în localitatea Tăbărăști, comuna Gălbinași, județul Buzău, a absolvit Liceul Militar "Dimitrie Cantemir" din Breaza, județul Prahova în 1970.
În 1973 a absolvit Școala militară de ofițeri activi de transmisiuni, iar zece ani mai târziu, în 1983, a absolvit cursurile Academiei Militare, Facultatea de arme și a obținut diploma de licență în Științe militare, specialitatea transmisiuni. A urmat un curs de specializare, în 1992, la Ministerul Comunicațiilor și Tehnologia Informațiilor. În anul 2000, generalul DUMITRU a absolvit un curs de sisteme de comunicații și informatică la Școala NATO de la Latina, din Italia. A absolvit Colegiul Național de Apărare în anul 2001.
Din septembrie 2002 și până în martie 2008 a condus Direcția comunicații și informatică din Statul Major General, Ministerul Apărării. În noiembrie 2002 a devenit Director militar pentru C3 și a obținut titlul de Reprezentant național în Consiliul C3 NATO.
Din punct de vedere academic, generalul locotenent (r) DUMITRU și-a susținut teza de doctorat în 1984 și a primit titlul de doctor în Științe militare. A devenit profesor universitar în 2007. Este membru al Academiei Oamenilor de Știință din România – Secția de Științe militare și membru AFCEA (The Armed Forces Communications and Electronics Association) din anul 2002.
Generalul locotenent (r) DUMITRU a scris peste 140 de articole și studii și a susținut numeroase prezentări pe timpul unor conferințe și simpozioane desfășurate în țară și în străinătate (de exemplu, "Ciberterorismul și protecția rețelelor de calculatoare[nefuncțională]
", comunicare prezentată la Sesiunea anuală de comunicări științifice a Universității Naționale de Apărare, București, 2004, " Stadiul actual și perspectivele dezvoltării sistemului de comunicații al Armatei României pentru a corespunde cerințelor NNEC", studiu prezentat în cadrul Seminarului științific al Centrului de Studii Strategice și de securitate, 2005, "Utilizarea sistemelor de comunicații satelitare în sprijinul acțiunilor de luptă ale Armatei României[nefuncțională]
", prezentare susținută la Conferința română pentru aplicații spațiale - CRAS 2008,   "Information Technology and Communications - the Progress Toward the Information Society" Arhivat în 4 martie 2016, la Wayback Machine., comunicare susținută la Sesiunea științifică națională a Academiei Oamenilor de Știință din România, 2009, " Implicațiile Războiului Bazat pe Rețea și a Capabilităților Facilitate de Rețea asupra rețelelor informaționale de tipul C4ISR la nivelul Armatei României", articol apărut în Revista Gândirea militară românească, nr.3/2011, "Rolul tehnologiilor informatice și de comunicații în desfășurarea revoltelor din Primăvara Arabă", articol publicat în Revista Gândirea militară românească, nr.3/2012). Este autor și coautor al mai multor cărți publicate în România:
- "Sisteme de comunicații militare" - principal autor, Editura Academiei de Înalte Studii Militare, 2003, ISBN 973-663-036-6
- "Sisteme C4I" - unic autor, Editura Militară, 2005, ISBN 973-32-0689-X
- "Războiul bazat pe rețea – provocare a Erei informaționale în spațiul de luptă modern" - principal autor, Editura Universității Naționale de Apărare, 2005, ISBN 973-663-265-2
- "Războiul bazat pe rețea. Capacități NATO facilitate de rețea." - unic autor, Universității Naționale de Apărare, 2007, ISBN

978-973-663-594-6
- "Infrastructura de rețea și informațională în cadrul războiului bazat pe rețea" - unic autor, Editura Centrului Tehnic-Editorial al Armatei, 2008, ISBN 978-973-1743-86-8

Îi sunt acordate de către revista Gândirea Militară Românească Premiul "General de divizie Stefan Falcoianu" Arhivat în 17 februarie 2005, la Wayback Machine. pentru lucrarea "Sisteme de comunicații militare", în anul 2004, și  "Premiul General de corp de armată Ion Sichitiu" pentru lucrarea "Sisteme C4I[nefuncțională]
", în anul 2006.
În anul 2007, Generalul locotenent (r) DUMITRU a fost declarat cetățean de onoare al comunei Gălbinași, județul Buzău. 
De-a lungul carierei sale militare, generalul locotenent (r) DUMITRU Cristea a primit următoarele distincții:

##### Distincții
- Ordinul național "Steaua României"
- Medalia "Meritul Militar" cls. III, II, I
- Ordinul "Meritul Militar" cls. III, II, I
- Emblema "Onoarea Armatei României"
- Emblema de Onoare a Statului Major General
- Emblema de Onoare a Forțelor Navale
- Emblema de Onoare a Comunicațiilor și Informaticii